# Shūkan Shōnen Magazine
Shūkan Shōnen Magazine (jap. 週刊少年マガジン Shūkan shōnen magajin; ang. Weekly Shōnen Magazine) – japoński tygodnik z mangami shōnen. Jest wydawany od 1959 roku nakładem wydawnictwa Kōdansha.
Średni nakład tygodnika w 2016 roku oscylował w okolicach 1 009 000 egzemplarzy.

## Historia
Pierwszy numer Shūkan Shōnen Magazine ukazał się 17 marca 1959, będąc bezpośrednim konkurentem dla Shūkan Shōnen Sunday. Podobnie jak Shūkan Shōnen Jump, tygodnik koncentruje się na klasycznych mangach shōnen, przedstawiających walki oraz bohaterów z nadnaturalnymi zdolnościami. Według badań Oriconu Shōnen Magazine jest na piątym miejscu najpopularniejszych antologii wśród kobiet.
Z okazji 50. rocznicy powstania Shūkan Shōnen Magazine podjął współpracę z rywalizującym Shūkan Shōnen Sunday. 19 marca 2008 oba czasopisma wydały wspólny numer, na którego okładce znajdowali się Ippo Makunōchi (protagonista Hajime no Ippo, wydawanego w Shōnen Magazine) oraz Shin’ichi Kudō (protagonista Detektywa Conana, wydawanego w Shōnen Sunday), podający sobie ręce. Dla uczczenia 55. rocznicy powstania tygodnika, opublikowano 55 nowych mang w Shūkan Shōnen Sunday i kilku siostrzanych czasopismach. W 2016 roku magazyn, wraz z MediBang, zorganizował międzynarodowy konkurs na najlepszą mangę. Praca mogła być wykonana po angielsku, chińsku, koreańsku, francusku, hiszpańsku lub rosyjsku w postaci one-shota. Zwycięzca konkursu miał prawo opublikować swoją mangę w Shūkan Shōnen Magazine.

## Wydawane serie
Lista niektórych serii publikowanych w Shūkan Shōnen Magazine:
| Tytuł                                                                                       | Autor              | Lata      |
| ------------------------------------------------------------------------------------------- | ------------------ | --------- |
| Cyborg 009 (jap. サイボーグゼロゼロナイン Saibōgu Zero-Zero-Nain)                           | Shōtarō Ishinomori | 1966      |
| Kyojin no hoshi (jap. 巨人の星 Kyojin no Hoshi)                                             | Ikki Kajiwara      | 1968–1971 |
| Ashita no Joe (jap. あしたのジョー Ashita no Jō)                                            | Ikki Kajiwara      | 1968–1973 |
| Kamen Rider (jap. 仮面ライダー Kamen Raidā)                                                 | Shōtarō Ishinomori | 1971      |
| Tygrysia Maska (jap. タイガーマスク Tiger Mask)                                             | Ikki Kajiwara      | 1970–1971 |
| Devilman (jap. デビルマン Debiruman)                                                        | Gō Nagai           | 1972–1973 |
| Mitsume ga tōru (jap. 三つ目がとおる Mitsume ga Tōru)                                       | Osamu Tezuka       | 1974–1978 |
| The kabocha wine (jap. Theかぼちゃワイン The Kabocha Wain)                                  | Mitsuru Miura      | 1981–1984 |
| Bats & Terry (jap. バツ&テリー Batsu & Teri)                                                | Yasuichi Ōshima    | 1982–1987 |
| Kōtarō makaritōru! (jap. コータローまかりとおる! Kōtarō Makaritōru!)                        | Tatsuya Hiruta     | 1982–2004 |
| Baribari densetsu (jap. (バリバリ伝説 Baribari Densetsu)                                    | Shūichi Shigeno    | 1983–1991 |
| Mister Ajikko (jap. ミスター味っ子 Misutā Ajikko)                                           | Daisuke Terasawa   | 1986–1989 |
| Kamereon (jap. カメレオン Kamereon)                                                         | Atsushi Kase       | 1990–1999 |
| Piłka w grze (jap. 蒼き伝説 シュート! Aoki Densetsu Shoot!)                                 | Tsukasa Ooshima    | 1990–2003 |
| Hajime no Ippo (jap. はじめの一歩 Hajime no Ippo)                                           | George Morikawa    | 1989–     |
| Zapiski detektywa Kindaichi (jap. 金田一少年の事件簿 Kindaichi shōnen no jikenbo)           | Yōzaburō Kanari    | 1992–2017 |
| Shōta no sushi (jap. 将太の寿司 Shōta no Sushi)                                             | Daisuke Terasawa   | 1992–1997 |
| Psychometrer Eiji (jap. サイコメトラーEIJI Saikometorā EIJI)                                | Shin Kibayashi     | 1996–2000 |
| Great Teacher Onizuka (jap. グレート・ティーチャー・オニヅカ Gurēto Tīchā Onizuka)          | Tōru Fujisawa      | 1997–2002 |
| Shoubushi densetsu Tetsuya (jap. 勝負師伝説哲也 Shoubushi Densetsu Tetsuya)                 | Fūmei Sai          | 1997–2004 |
| Love Hina (jap. ラブひな Rabu Hina)                                                         | Ken Akamatsu       | 1998–2001 |
| GetBackers (jap. ゲットバッカーズ-奪還屋- Gettobakkāzu Dakkan'ya)                           | Shin Kibayashi     | 1999–2007 |
| Samurai Deeper Kyō (jap. サムライディーパーキョウ Samurai Dīpā Kyō)                         | Akimine Kamijyo    | 1999–2006 |
| Sakigake!! Kuromati kōkō (jap. 魁!!クロマティ高校 Sakigake!! Kuromati Kōkō)                 | Eiji Nonaka        | 2001–2006 |
| Air Gear (jap. エア・ギア Ea Gia)                                                           | Ito Ōgure          | 2002–2012 |
| School Rumble (jap. スクールランブル Sukūru Ranburu)                                        | Jin Kobayashi      | 2002–2009 |
| Tsubasa Reservoir Chronicle (jap. ツバサ–RESERVoir CHRoNiCLE– Tsubasa –Rezaboa Kuronikuru–) | Clamp              | 2003–2009 |
| Magister Negi Magi (jap. 魔法先生ネギま! Mahō sensei Negima!)                               | Ken Akamatsu       | 2003–2012 |
| Suzuka (jap. 涼風 Suzuka)                                                                   | Kōji Seo           | 2004–2007 |
| Sayonara zetsubō sensei (jap. さよなら絶望先生 Sayonara Zetsubō Sensei)                     | Kōji Kumeta        | 2005–2012 |
| Fairy Tail (jap. フェアリーテイル Fearī Teiru)                                              | Hiro Mashima       | 2006–2017 |
| Diamond no Ace (jap. ダイヤのA Daiya no Ēsu)                                                | Yūji Terajima      | 2006–2015 |
| Baby Steps (jap. ベイビーステップ Beibī Suteppu)                                            | Hikaru Katsuki     | 2007–2017 |
| Kimi no iru machi (jap. 君のいる町 Kimi no Iru Machi)                                       | Kōji Seo           | 2008–2014 |
| Yamada-kun to 7-nin no majo (jap. 山田くんと７人の魔女 Yamada-kun to 7-nin no Majo)         | Miki Yoshikawa     | 2012–2017 |
| Seven Deadly Sins (jap. 七つの大罪 Nanatsu no taizai)                                       | Nakaba Suzuki      | 2012–2020 |
| Kształt twojego głosu (jap. 聲の形 Koe no katachi)                                          | Yoshitoki Ōima     | 2013–2014 |
| Days (jap. デイズ Deizu)                                                                    | Yasuda Tsuyoshi    | 2013–     |
| Fūka (jap. 風夏 Fūka)                                                                       | Kōji Seo           | 2014–2018 |
| Fire Force (jap. 炎炎ノ消防隊 En'en no shōbōtai)                                            | Atsushi Ōkubo      | 2015–     |
| Ku twej wieczności (jap. 不滅のあなたへ Fumetsu no anata e)                                 | Yoshitoki Ōima     | 2016–     |
| Sposób na pięcioraczki (jap. 五等分の花嫁 Go-Tōbun no Hanayome)                             | Negi Haruba        | 2017–2020 |
| Bakemonogatari (jap. 化物語)                                                                | Oh! great          | 2018–     |